# Comentario de fuentes de información (geografía)
El comentario de fuentes de información o comentario de fuentes geográficas es uno de los ejercicios más usuales en la actividad profesional y la enseñanza de la geografía (en todos los niveles, incluyendo la prueba de acceso a la universidad -PAU en España-), aunque se aplica en general a todas las ciencias sociales. A diferencia del comentario de textos (en historia), en este caso las fuentes de información han de aportar principalmente información numérica y/o espacial.
bghb
No debe confundirse fuente de información geográfica con un Sistema de Información Geográfica (SIG), que se refiere al procesamiento de información geográficamente referenciada o georreferenciación.
Las fuentes de información geográfica se materializan en distintos tipos de documentos. No conviene confundir fuente y documento: el documento es el soporte de la fuente; la fuente es la que proporciona la información.

## Documentos numéricos
La información numérica es la más abundante en la mayor parte de los estudios geográficos, e incluso hay una escuela o tendencia dentro de la ciencia geográfica que se denomina geografía cuantitativa. Las series estadísticas de todo tipo de datos se obtienen a partir de fuentes públicas (en España, especialmente el Instituto Nacional de Estadística y la Agencia Estatal de Meteorología), o privadas (servicios de estudios de la banca).

## Documentos visuales
Entre las fuentes de información más importantes para la compresión de los fenómenos geográficos en una dimensión espacial destacan los documentos que aportan información visual: imágenes y mapas.
En España, la escala tradicionalmente utilizada para el análisis geográfico del paisaje es la 1:50,000 (Mapa Topográfico Nacional), utilizándose otras escalas para visiones de conjunto o para análisis de mayor detalle. El mapa es ya en sí mismo una interpretación del paisaje, ya que en él sólo aparecen ciertos elementos, los que los cartógrafos ha considerado relevantes. Particularmente detallados y conteniendo aspectos generales del paisaje son, entre otros, los mapas usados para la navegación aérea, la cartografía militar y la cartografía destinada al excursionismo.
La fotografía puede ser una aproximación muy útil, pero no debe confundirse con el paisaje mismo: es solo una representación. Especial utilidad tuvieron, hasta la difusión de la tecnología de satélites, las fotografías aéreas obtenidas cenitalmente y con estereoscopia (que permite la visión en relieve). Las imágenes satelitales, gracias a sus distintas bandas de información o distintos campos espestrales, proporcionan un volumen de datos cuyo tratamiento necesita de herramientas informáticas cada vez más potentes.

## Partes del comentario
Los pasos o partes en que puede dividirse un comentario son muy diferentes según la técnica, formación, bibliografía utilizada o costumbre del comentarista, y no existe en realidad ninguna normalización que se haya universalizado. También son marcadamente diferentes los procedimientos a seguir para diferentes tipos de fuentes de información muy particulares, como puede ser el comentario de imágenes geográficas (orientado a la determinación del tipo, elementos y características del paisaje), el de un mapa topográfico, geológico o geomorfológico con o sin corte o perfil topográfico; el de un plano urbano, el de un mapa meteorológico, el de una cliserie (gráfico que representa la distribución escalonada de la vegetación de las laderas de una montaña), el de un gráfico de régimen fluvial (variación estacional del caudal de un río), el de una serie de datos económicos o estadísticas económicas (de producción, precios, desempleo, etc.) y sus distintas maneras de presentarse.
Dos ejemplos clásicos son el climograma (representación de las temperaturas y precipitaciones mensuales de una estación meteorológica) y la pirámide de población (representación de la estructura demográfica por sexo y edad), que suelen comentarse de una manera específica.
En el caso de pruebas como la PAU española, las fuentes a comentar suelen acompañarse de preguntas guiadas para la orientación del comentario en vez de dejarse a la libre iniciativa del comentarista. No obstante, algunas consideraciones generales pueden tener una validez más amplia y aplicarse a fuentes de muy distinto tipo:
- 1- Variables medidas (magnitudes) y unidades de medida empleadas (no basta con nombrarlas: significado y posibles alternativas; distinguir cantidades absolutas y relativas, etc.); con atención a la escala y la localización (el espacio y el tiempo representado).
- 2- Forma de representación.

- La información numérica suele representarse en forma de:

- tabla (serie temporal -variable a lo largo del tiempo-, serie comparativa -variable en distintos espacios- o serie expositiva -componentes de una variable-),
- o de gráfico (de barras -que a su vez pueden ser simples o compuestos-, de líneas -simples o de áreas-, de puntos, de sectores circulares, triangular, diagrama de dispersión, combinación de varios gráficos, etc.).

- La información con contenido espacial suele representarse en mapas temáticos (de líneas -isolíneas si unen puntos de igual valor, de flujos si indican el movimiento de un fenómeno, con flechas que a veces tienen un grosor proporcional a su magnitud-, de superficies -coropletas si los colores tienen un valor numérico, cartogramas o mapas anamórficos si el tamaño de las divisiones es proporcional al dato representado-, simbólicos si incorporan símbolos -que a su vez pueden tener un tamaño proporcional al dato representado-, etc.).

En este punto del comentario debe prestarse especial atención a la posible existencia de manipulaciones o distorsiones en la representación que influyen en la percepción de los datos.
- 3- Comportamiento de las variables o análisis (crecimiento o decrecimiento, máximos y mínimos -absolutos o relativos-, puntos de inflexión, ciclos, división en periodos, tendencias, hiatos, posibilidad de interpolación o extrapolación, etc.). Caso de haber varias variables, hay que determinar si existe o no conexión entre ellas (proporción directa o inversa, sucesión o precedencia, mayor o menor rigidez o flexibilidad, etc.). En el caso de los mapas es significativa la existencia de gradientes (norte-sur, este-oeste, centro-periferia, etc.) o la relación (atracción o repulsión) con algún factor geográfico, bien físico (altitud, distancia al mar, etc.) o bien humano (densidad de población, ciudades, recursos económicos, redes de transporte etc.).
- 4- Relación con otras fuentes o comentario propiamente dicho, que debe situar los datos en su contexto y determinar sus implicaciones y su posible trascendencia (causas, consencias, etc.). La originalidad en el comentario no debe ser excesiva (tomar el texto como pretexto), y muchas veces lo más útil es limitarse al contraste de fuentes (poner los datos en relación con lo estudiado previamente o con la información que se disponga o se busque a partir de lo suscitado por la fuente comentada). Puede confirmarse, desmentirse, matizarse, ampliarse, etc.
- 5- Crítica de la fuente: calificación (pública, privada...), autoría, neutralidad (¿a quién beneficia? -cui prodest-), fiabilidad, etc.